# 中国海事仲裁委员会
中国海事仲裁委员会（英語：China Maritime Arbitration Commission，缩写为CMAC），是设在中国国际贸易促进委员会内的受理中华人民共和国国内外海事争议案件的常设仲裁机构，也是中国内地唯一的海事仲裁機構。

## 简介
中国海事仲裁委员会是根据1958年11月21日中华人民共和国国务院的决定，于1959年1月22日设立于中国国际贸易促进委员会内，当时名为“中国国际贸易促进委员会海事仲裁委员会”。中华人民共和国是1958年《承认及执行外国仲裁裁决公约》的缔约国，据此，中国海事仲裁委员会作出的涉外仲裁裁决在上述公约的一百多个成员国获承认和执行。
中国海事仲裁委员会通过仲裁解决海事、海商、物流争议及其他契约性或者非契约性争议。

## 组成
中国海事仲裁委员会由主任一人、副主任若干人、委员若干人组成。委员是由中国国际贸易促进委员会（中国国际商会）聘请的中国立法、司法、保险、航运等方面的专家学者、知名人士。
中国海事仲裁委员会下设秘书处，秘书处在秘书长领导下，依照《仲裁规则》、《秘书处人员工作细则》，处理中国海事仲裁委员会的日常事务。
中国海事仲裁委员会设仲裁员名册，供当事人从中选择指定仲裁员。

## 机构设置
中国海事仲裁委员会的总部设在北京。此外，还设有多个机构：
- 中国海事仲裁委员会物流争议解决中心：2004年2月1日在北京成立。[1]
- 中国海事仲裁委员会渔业争议解决中心：2003年1月在中国海事仲裁委员会上海分会内成立。[3]
- 中国海事仲裁委员会上海海事调解中心：2006年8月22日在上海成立。[4]
- 中国海事仲裁委员会天津海事调解中心：2012年8月3日在天津成立。
- 中国海事仲裁委员会安徽海事调解中心：2012年3月22日在芜湖成立。
- 中国海事仲裁委员会上海分会：2003年1月7日在上海成立。[1]
- 中国海事仲裁委员会天津海事仲裁中心（中国海事仲裁委员会天津分会）：2012年8月3日在天津成立。（其前身为中国海事仲裁委员会天津办事处，2002年9月3日在天津成立）[2]
- 中国海事仲裁委员会西南分会：2011年11月18日在重庆成立。[2]
- 中国海事仲裁委员会香港仲裁中心：2014年11月19日在香港成立。[2]
- 中国海事仲裁委员会大连办事处：1999年6月在大连成立。[1]
- 中国海事仲裁委员会广州办事处[1]
- 中国海事仲裁委员会宁波办事处：2003年1月8日在宁波成立。[1]
- 中国海事仲裁委员会青岛办事处：2006年10月20日在青岛成立。